# Banner der freiwilligen Sachsen

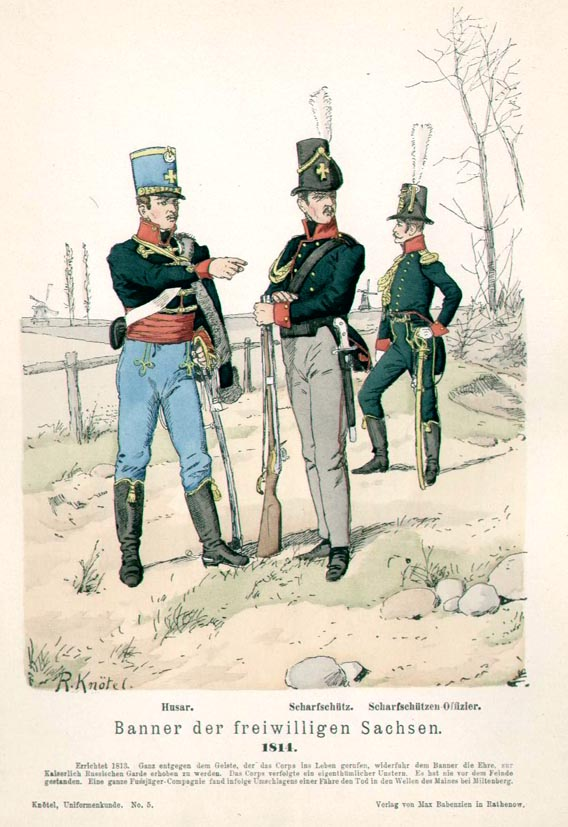
Uniformen der Husaren und Scharfschützen

Das Banner der freiwilligen Sachsen war ein kurzlebiges Freikorps während der Befreiungskriege. Es bestand zwischen 1813 und 1814.

## Vorgeschichte
Die Einheit wurde nach der Niederlage Napoleons in der Völkerschlacht von Leipzig (16. bis 19. Oktober 1813) und der Besetzung Sachsens durch die Alliierten neben einer nach preußischem Vorbild organisierten Landwehr durch die Leitung des Generalgouvernement Sachsen gegründet. Die Aufstellung wurde vom russischen Generalgouverneur Fürst Repnin in die Wege geleitet. Er forderte die sächsische Bevölkerung auf, sich freiwillig zum Kampf gegen Napoleon zu melden. Zum Befehlshaber wurde Ende 1813 der zum russischen Generalmajor beförderte sächsische Oberst Carl Adolf von Carlowitz ernannt.

## Organisation und Uniformierung
Für die Einheit sollten vor allem diejenigen wohlhabenden und gebildeten Bevölkerungsgruppen gewonnen werden, die bislang vom Kriegsdienst befreit waren und sich selbst ausrüsten konnten. Tatsächlich hatten die wohlhabenderen Angehörigen der Truppe selbst für ihre Uniform und, sofern sie zur Kavallerie gehörten, auch für ihre Pferde zu sorgen. Daneben sollten Spenden gesammelt werden, damit auch ärmere Rekruten ausgerüstet werden konnten.
Die Truppe verfügte über eine Reihe von Vergünstigungen. Alle Soldaten begannen ihren Dienst bereits als Gefreiter, mussten keine Prügelstrafe fürchten und wurden auch von den Offizieren nicht geduzt. Man hoffte so, eine Pflanzschule für zukünftige Offiziere und Unteroffiziere für die Landwehr zu bilden. Anfangs bestimmten Vertreter des Generalgouvernements über die Besetzung der Offiziersstellen. Später sollten diese von den Freiwilligen selbst gewählt werden. Allerdings musste in der Praxis erheblicher Druck ausgeübt werden, damit sich genügend Rekruten fanden. Die Mehrzahl der Soldaten kam aus den Einheiten, die bei der Völkerschlacht von Leipzig in das Lager der Gegner Napoleons übergelaufen waren.
Es umfasste Husaren und Jäger zu Pferd und zu Fuß. Insgesamt zählte die Truppe etwa 2500 Mann. Kaiser Alexander I. bestimmte die Einheit zu einem Teil seiner Garde. In der Folge wurden die Truppenangehörigen glanzvoll uniformiert.
Die Uniformen des Banners werden u. a. von der Meißner Bilderhandschrift dargestellt.

### Truppenzusammenstellung
| Einheit                                                             | Offiziere | Mannschaften | Pferde |
| ------------------------------------------------------------------- | --------- | ------------ | ------ |
| 1 Bataillon mit 4 Kompanien Schützen und 2 Kompanien Scharfschützen | 31        | 1013         |        |
| 1 Kompanie Sappeur                                                  | 5         | 126          |        |
| 1 Regiment Kavallerie mit 2 Eskadron Jäger und 2 Eskadron Husaren   | 30        | 389          | 389    |
| 1 fahrende Batterie                                                 | 4         | 186          | 180    |
| Summe                                                               | 70        | 1714         | 569    |

| Einheit              | Offiziere | Mannschaften | Pferde |
| -------------------- | --------- | ------------ | ------ |
| 2 Kompanien Schützen | 9         | 210          |        |
| Sappeur              | 1         | 27           |        |
| 2 Eskadron           | 4         | 121          | 57     |
| Summe                | 14        | 358          | 57     |

| Einheit             | Offiziere | Mannschaften | Pferde |
| ------------------- | --------- | ------------ | ------ |
| 2 Eskadron Dragoner | 12        | 200          | 200    |

Insgesamt: 97 Offiziere, 2272 Mann mit 826 Pferden

## Einsatz und Ende

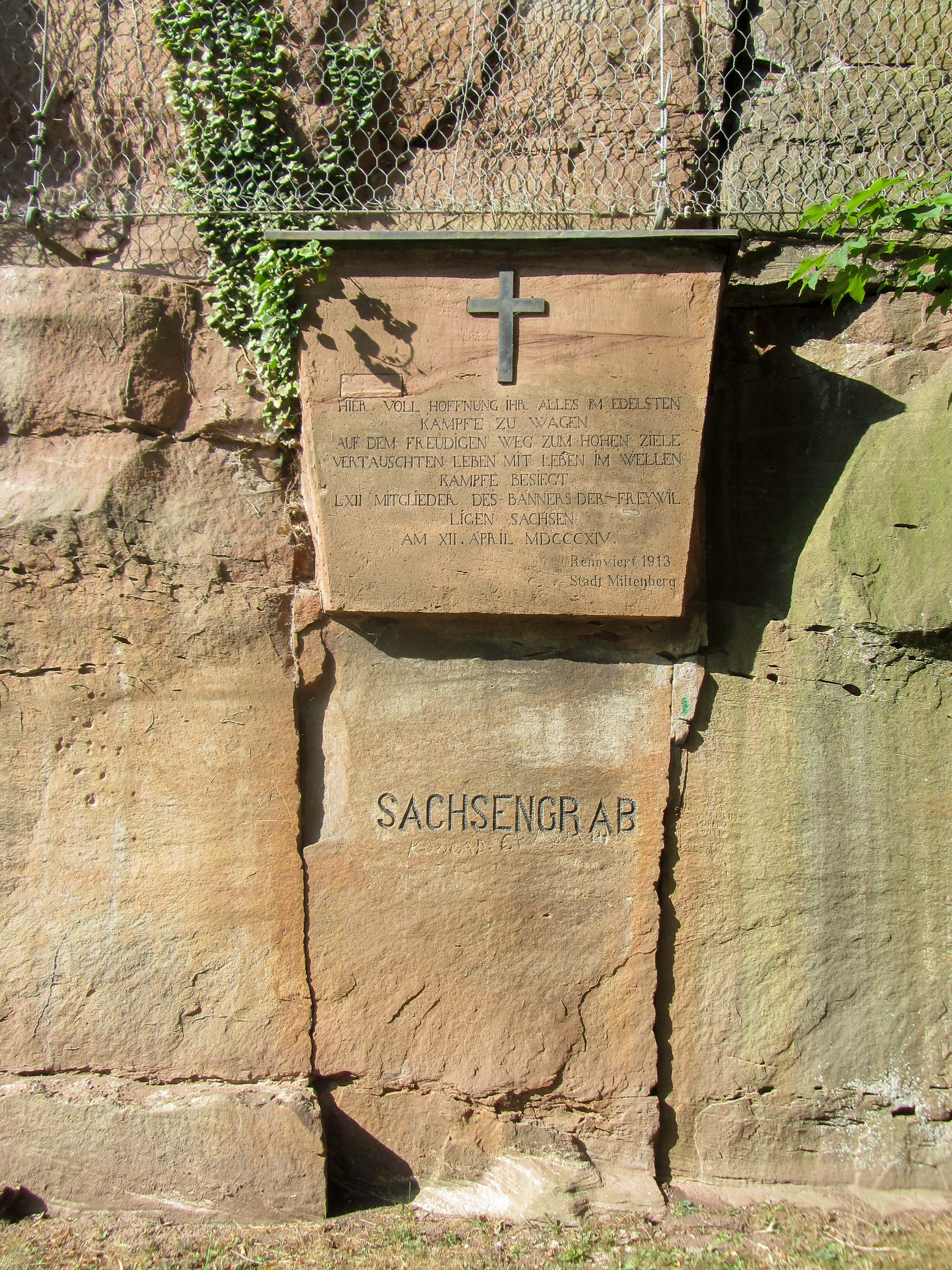
Sachsengrab in Miltenberg

Die Einheit erlebte nur einen Feldzug.
Am 19. März 1814 erfolgte die Verabschiedung mit einer Parade vor dem Fürsten Repnin in Querfurt. Am Tag darauf begann der Abmarsch zur Blockade von Mainz. Die Truppe hatte die ersten Toten in Miltenberg am Main. Der Fluss war stark angeschwollen. Beim Übersetzen kenterte eine Fähre, dabei starben der Hauptmann von Hausen sowie 62 Schützen.
Die anderen erreichten am 19. April Darmstadt und am 24. April das Einschließungskorps in Mainz. Die Sachsen blieben dort 10 Tage auf Vorposten ohne Feindberührung und wurde dann am 4. Mai ins Quartier geschickt. Am 14. Juni erfolgte der Befehl zum Rückmarsch. Das Banner erreichte am 24. Mai Dresden und wurde nach einem Gottesdienst entlassen, weil man die bewaffneten Volksmassen für gefährlich hielt. Die meisten kehrten in ihre Zivilberufe zurück.
Nach der Rückkehr Napoleons von Elba sammelte sich die Truppe noch einmal, aber bis sie den Rhein erreichte, war bereits alles vorbei. Nach der Teilung Sachsen, kamen 92 Mann in preußische Dienste und wurden im August 1815 in einem Jäger-Bataillon einrangiert.
Obwohl längst aufgelöst, erhielt die Einheit 1832 die russische Feldzugsmedaille.

## Bekannte Angehörige
- Dietrich von Miltitz
- Otto von Loeben
- Carl Friedrich August Dathe von Burgk
- Eduard von Wietersheim
- Carl Adolf von Carlowitz
- Gottlieb Friedrich Piegler[3], Bruder von Heinrich Gottfried Piegler[4]
- Gustav Heinrich von Biedermann
- Woldemar von Trotha
- Georg Ludwig von Welck
- Adolf Heinrich Schletter[5]